# Tandrot
Se tandrot (växt) för växtarten tandrot.
Roten är den del av tanden som sitter förankrad i käkbenets hålrum för tändernas rötter (alveolerna). Varje tand har en eller flera rötter som genomborras av en till två rotkanaler per rot. Incisiverna och caninerna har bara en rot vardera, medan premolarerna och molarerna har upp till tre. Tandrotens huvudbeståndsdel är dentin, eller tandben.
Rötternas yttre är klädda med rotcement och därefter en rothinna som håller rötterna på plats i käkbenet.